# لارغان
لارغان (بالفارسية: لارگان) هي قرية تقع في البلدة المركزية في إيران. يقدر عدد سكانها بـ 2,259 نسمة .